# Nenang
Der Nenang ist ein Berg im autonomen Gebiet Tibet.
Der vergletscherte Berg liegt 250 km ostnordöstlich von Lhasa. Er bildet mit 6870 m die höchste Erhebung im südöstlichen Teil der Nyainqêntanglha-Berge.
Der Nenang ist noch unbestiegen.